# 로버트 라이트하이저
로버트 라이트하이저(Robert Lighthizer, 본명: 로버트 에밋 라이트하이저, Robert Emmet Lighthizer, /ˈlaˈlaˈthaaəzər/, 1947년 10월 11일 ~ )는 미국의 변호사이자 정부 관리로, 2017년부터 2021년까지 도널드 트럼프 1기 행정부에서 미국 무역대표를 지냈다.

## 생애

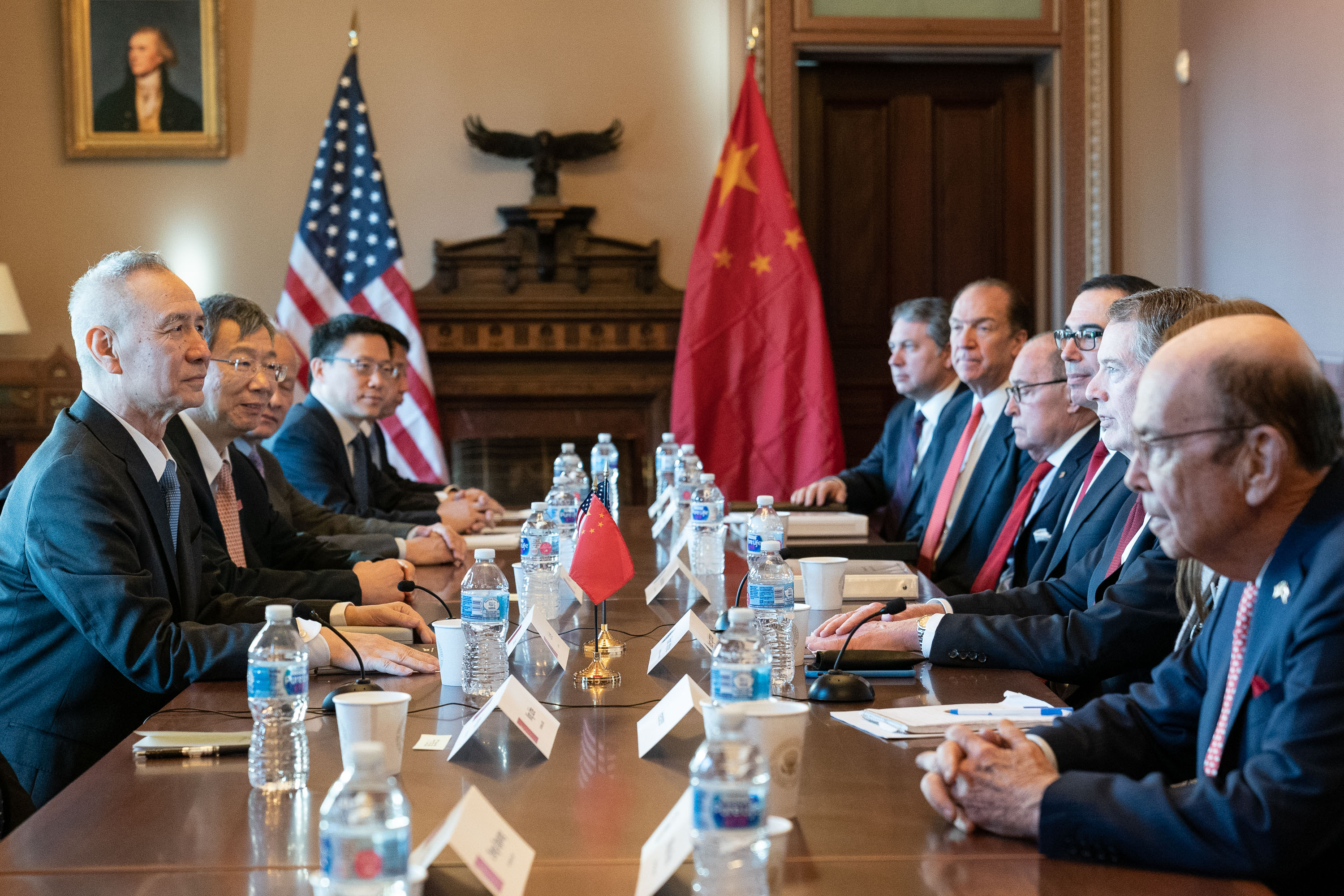
2019년 1월 류허 중국 부총리와 회담 중인 라이트하이저

라이트하이저는 1973년 조지타운 대학교 법률 센터를 졸업한 후 워싱턴 D.C.에 있는 커빙턴 앤 벌링 회사에 입사했다. 그는 1978년 회사를 떠나 최고 소수자 변호사로 일했고 나중에는 밥 돌 회장 밑에서 상원 재무 위원회의 참모 이사 겸 참모장으로 일했다. 1983년, 미국 상원에 의해 로널드 레이건 행정부 미국 무역대표부 부대표로 임명되었다.
1985년 라이트하이저는 스캐든 압스(Skadden, Arps, Slate, Meagher & Flom LLP)의 워싱턴 사무소에 파트너로 합류하여 회사의 국제 무역 그룹을 이끌었다.

### 미국 무역대표 (2017~2021년)
2017년 1월 3일, 도널드 트럼프 대통령 당선인은 라이트하이저를 미국 무역대표부 대표로 지명하겠다고 발표했다. 라이트하이저는 2017년 5월 11일 상원에서 82-14의 투표로 확인되었다. 라이트하이저는 트럼프 대통령 재임 기간 동안 미국 무역 정책의 설계자 역할을 담당하였다.
보호주의자이자 무역 회의론자, 그리고 중국 매파로서 미국의 대(對)중국 관세를 설계하였다. 그는 중국 및 유럽연합과의 무역 전쟁에 미국을 개입시켰을 뿐만 아니라 세계무역기구(WTO) 항소기구를 약화시켰다. 또한 무역적자를 줄이고 자국 산업을 보호하기 위하여 관세를 무기로 주요 교역국과 협상함으로써, 미국에 유리한 무역 합의를 끌어내었다.
당시 트럼프는 한미 자유무역협정(FTA) 폐기를 압박하며 한국에 개정 협상을 강요하였는데, 당시 라이트하이저가 이 협상 담당자였다.
그는 트럼프 행정부의 다른 내각급 관리들과 함께 조 바이든 대통령 취임 후 2021년 1월 20일 퇴임했다.

## 같이 보기
- 미국-멕시코-캐나다 협정